# Matthias & Maxime
Matthias & Maxime è un film del 2019 scritto e diretto da Xavier Dolan.

## Trama
Matthias e Maxime sono amici fin dall'infanzia, il primo è un avvocato che sta vivendo una crisi di identità, mentre Maxime ha deciso di cercare fortuna in Australia, dopo un'infanzia difficile a causa della madre tossicodipendente e alcolizzata. Durante una festa, a causa di una scommessa persa, i due amici sono costretti a partecipare ad un cortometraggio sperimentale di un'amica. Una scena prevede un bacio appassionato tra Matthias e Maxime. I due, seppur dubbiosi, accettano. Dopo quel bacio i due amici iniziano ad interrogarsi sulle loro identità sessuali e sui sentimenti che provano l'uno per l'altro.

## Distribuzione
La pellicola è stata presentata in concorso al Festival di Cannes 2019.

## Riconoscimenti
- 2019 - Festival di Cannes[1]
  - Disque d'Or d'honneur a Jean-Michel Blais
  - In competizione per la Palma d'oro
  - In competizione per la Queer Palm